# Stay (Zedd & Alessia Cara)
Stay is een nummer van de Duitse dj Zedd en de Canadese zangers Alessia Cara uit 2017.
Na een gezamenlijk optreden zag Zedd een samenwerking met Alessia Cara wel zitten. Hieruit kwam "Stay" voort. Het nummer werd over de hele wereld een hit. Het haalde de 13e positie in Zedds thuisland Duitsland, en de 9e positie in Cara's thuisland Canada. In de Nederlandse Top 40 haalde het de 8e positie, en in de Vlaamse Ultratop 50 de 21e.